# 북창공군기지
북창공군기지(北倉空軍基地)는 평안남도 순천시 북창리에 위치한 북한 공군의 기지이다.

## 개요
주로 평양 방어를 담당하는 공군기지가 있는 곳으로, 평남 순천시에서 북쪽으로 약 8km 떨어져 있다. 초평역, 룡악역이 인근에 있다. 좌표 39°30′15.90″N 125°57′51.60″E. 활주로 길이 약 2500m (폭 50m), 활주로 방향 14/32. 산속으로 연결된 유도로가 있으며 지하 격납고가 있다. 동남쪽 개울 너머에는 헬기 비행장도 있다.

## 역사
2010년 11월 23일, 연평도 포격 사건이 발생했다. 포사격 직전인 23일 오후 평안남도 북창공군기지에 근위 제60비행연대 소속 MiG-23ML 전투기 5대가 이륙 후 전투초계비행 후 황해남도 황주공군기지에 전개해 대기 중이었다.
2017년 4월 29일, 평안남도 북창 일대에서 북동쪽 방향(방위각 49도)으로 탄도 미사일 1기를 발사했다. 사거리 5000 km 화성 12형 IRBM이 발사 후 1분 만에 고도 70 km 이상 올라가지 못하고 평남 덕천시에 떨어졌다. 북창 비행장의 지하 격납고 시설이 언론에 보도되었다. 당시 시험을 참관한 김정은 위원장은 지하 시설 내부와 출입구 인근에서 모습을 드러냈다. 출입구 입구에서 의자에 앉아 있는 김 위원장의 뒤로 4~5개의 지하 격납고가 보였다. 북한이 평남 북창 일대에서 미사일을 발사한 것은 이번이 처음이다. 북창에는 북한의 최신예 전투기인 미그 21 등이 배치돼 있는 공군 기지가 있는 곳이다. 또 정치범 수용소로 알려진 ‘18호 수용소’가 있는 곳이기도 하다.
2017년 5월 21일, 평안남도 북창 일대에서 사거리 2500 km 북극성 2형 미사일 1기를 발사했다. 미사일은 평남 북창 일대에서 정동쪽으로 발사됐고, 500여 km를 날아가 동해에 떨어졌다. 2017년 2월 방현공군기지에서 최초 발사하고 2번째이다. 그 직후 북극성 2형을 실전배치했다.
2017년 5월 24일, 준중거리탄도미사일(MRBM) 북극성 2형을 기습 발사한 장소는 평안남도에 있는 인공호수인 연풍호 주변이라고 미국의 북한 전문 매체 38노스가 밝혔다. 사진과 영상을 분석한 결과, 이번 발사 장소는 평양 근처의 북창이 아니라 연풍호 근처로 보인다고 진단했다.
2019년, 북창공군기지 인근 북창화력발전소는 위성사진에도 선명히 잡힐 정도로 많은 연기가 배출되고 있다.

## 같이 보기
- 북창 정치범수용소
- 북창화력발전소
- 북창 알루미늄 공장